# ASUSTOR
ASUSTOR(アサスター)は、台湾の台北市北投区に本社があるネットワークアタッチトストレージ(NAS）およびビデオ監視システムのメーカー。

## 概要
ASUSTek および ADATA の出資で2011年に設立されたASUSグループ企業のひとつである。

社長はJonny Shih、CEOはShawn Shuである。Shawn Shuは、Synology、QNAPを経てASUSTORのCEOに就任した。

## 製品

### 個人使用から家庭使用向け
- AS1002T -- ARM CPU 2ベイ
- AS1004T
- AS-202T
- AS-202TE
- AS-204T
- AS-204TE
- AS-302T
- AS-304
- AS3102T
- AS3102T v2
- AS3104T
- AS3202T
- AS3204T

- AS3204T v2

### 家庭使用からパワー ユーザー向け
- AS4002T
- AS4004T
- AS5002T
- AS5004T
- AS5008T - 8ベイ
- AS5010T - 10ベイ
- NIMBUSTOR 2（AS5202T）
- NIMBUSTOR 4（AS5304T）

### パワー ユーザーからビジネス向け
- AS5102T
- AS5104T
- AS5108T
- AS5110T
- AS6102T
- AS6104T

- AS6202T
- AS6204T
- AS6208T
- AS6210T
- AS-204RS
- AS6204RS / AS6204RD - ラックマウント型4ベイ
- AS-609RS / AS-609RD － ラックマウント型9ベイ

### 小規模および中規模企業
- AS7004T
- AS7008T
- AS7010T
- AS6212RD
- AS7009RD / AS7009RDX
- AS7012RD / AS7012RDX